# Queensy Menig
Queensy Menig, né le 19 août 1995, est un footballeur néerlandais évoluant actuellement au poste d'ailier gauche en Turquie à Sivasspor.

## Biographie

### En club

#### Ajax Amsterdam
Il signe un premier contrat professionnel de 3 ans avec l'Ajax Amsterdam le 6 juin 2012 et évolue dans une premier temps avec la réserve. Il joue son premier match avec l'Ajax II le 11 août 2014 dans un match de Eerste Divisie contre le SC Telstar. Il marque même un doublé ce jour-là, contribuant à la victoire de son équipe.
Le 24 septembre 2014, il joue pour la première fois avec l'équipe première de l'Ajax dans un match de KNVB Cup contre un autre club d'Amsterdam, le JOS. Celui-ci possède cependant le statut d'amateur, et l'Ajax gagne très largement (9-0). En octobre 2014, Queensy Menig prolonge son contrat à l'Ajax jusqu'en 2019. Menig joue son premier match en Eredivisie le 6 décembre 2014, contre Willem II. Le 25 juillet 2015, il est prêté 2 ans à Zwolle, en première division néerlandaise.

#### FC Nantes
Le 31 août 2017 au soir, il s'engage dans les dernières heures du mercato jusqu'en juin 2022 avec le FC Nantes pour une indemnité de 400.000 euros. Il est immédiatement prêté à l'Oldham Athletic, club de troisième division anglaise. En janvier 2018, il termine la saison en prêt à Zwolle, en première division néerlandaise. Après une saison avec la réserve nantaise, il résilie son contrat avec le FC Nantes le 31 août 2019.

#### FC Twente
Libre, il signe un contrat de 2 ans, avec une option de prolongation d'un an, avec le FC Twente le 9 septembre 2019. Il retrouve les terrains de l'Eredivisie trois jours plus tard contre le Fortuna Sittard et marque un but. Le 5 décembre 2020, il se met en évidence avec le FC Twente en étant l'auteur d'un doublé en Eredivisie, sur la pelouse de l'Ajax Amsterdam, permettant à son équipe de l'emporter 1-2.

#### Partizan Belgrade
Le 2 septembre 2021, il signe un contrat de 3 ans avec le club serbe du Partizan Belgrade pour une indemnité de 700 000 euros environ. Il marque son premier but lors du premier tour de Ligue Europa contre les Chypriotes d'Anorthosis Famagouste.

#### Sivasspor
Le 9 février 2024, il signe un contrat de 2 ans et demi avec le club turc de l'EMS Yapı Sivasspor pour une indemnité de 300 000 euros environ. Il est titularisé pour la première fois le 25 février 2024 lors de la 27e journée de Süper Lig contre Pendikspor : il marque son premier but et délivre sa première passe décisive.

### En équipe nationale
Avec les moins de 17 ans, il participe au championnat d'Europe des moins de 17 ans en 2012. Lors de cette compétition organisée en Slovénie, il joue cinq matchs. Les Pays-Bas remportent le tournoi en battant l'Allemagne en finale, après une séance de tirs au but.
Avec les moins de 19 ans, il est l'auteur de plusieurs buts. Il marque notamment contre l'Italie en septembre 2013.
Avec les espoirs, il inscrit un but lors d'un match amical contre l'équipe de France, en mars 2015 (défaite 4-1).

## Palmarès

### En équipe nationale
- Pays-Bas -17 ans
  - Vainqueur du championnat d'Europe des moins de 17 ans en 2012[11]